# Piwoksyl tebipenemu
Piwoksyl tebipenemu (łac. tebipenemum pivoxilum) – wielofunkcyjny organiczny związek chemiczny, bakteriobójczy antybiotyk beta-laktamowy z grupy karbapenemów, prolek, pierwszy doustny antybiotyk z tej grupy, oporny na działanie większości β-laktamaz w tym  β-laktamaz o rozszerzonym spektrum działania i β-laktamaz chromosomalnych. 

## Mechanizm działania
Piwoksyl tebipenemu jest prolekiem i po wchłonięciu ulega szybkiej hydrolizie do aktywnej formy tebipenemu. Tebipenem jest antybiotykiem bakteriobójczym, hamującym syntezę ściany komórkowej bakterii Gram-ujemnych oraz Gram-dodatnich poprzez unieczynnianie białek wiążących penicylinę. Cefepim jest oporny na działanie większości β-laktamaz w tym β-laktamaz o rozszerzonym spektrum działania oraz β-laktamaz chromosomalnych.

## Zastosowanie
Piwoksyl tebipenemu jest zarejestrowany jedynie w Japonii w leczeniu zapalenia płuc, zapalenia ucha środkowego i zapalenia zatok przynosowych u dzieci.
Tebipenem wykazuje większą aktywność niż penicyliny oraz cefalosporyny wobec większości Gram-dodatnich i Gram-ujemnych szczepów bakterii takich jak gronkowiec złocisty oporny na metycylinę (MRSA), metycylinooporny szczep bakterii Staphylococcus epidermidis (MRSE), Streptococcus pyogenes, Enterococcus faecalis, pałeczka okrężnicy, pałeczka zapalenia płuc, Enterobacter aerogenes, pałeczka ropy błękitnej. 

### Badania kliniczne
Pochodna bromowodorkowa piwoksylu tebipenemu jest aktualnie w trakcie badań klinicznych w leczeniu powikłanego zapalenia pęcherza moczowego oraz odmiedniczkowego zapalenia nerek.
Wykazano również aktywność tebipenemu w leczeniu gruźlicy wielolekoopornej (MDR-TB). 

## Działania niepożądane
Tebipenem powoduje u 20% pacjentów luźne stolce lub krótkotrwałą biegunkę, o niewielkim nasileniu.